# Otpor
Otpor (estilizado como Otpor!, en alfabeto cirílico: ОТПОР!, en castellano: ¡Resistencia!) fue un movimiento político juvenil serbio que desarrolló una intensa campaña para expulsar del poder a Slobodan Milošević en el año 2000.
Se formó el 10 de octubre de 1998 en respuesta a las leyes represivas contra la universidad aprobadas durante ese año. En sus orígenes, las actividades de Otpor se limitaron a la Universidad de Belgrado.
Tras los ataques aéreos de la OTAN y las Guerras Yugoslavas, Otpor comenzó una campaña política contra el presidente yugoslavo Slobodan Milósevic que resultó en una represión policial a nivel nacional contra los activistas en la cual dos mil fueron apresados y algunos de ellos muertos. Durante la campaña presidencial en septiembre de 2000, Otpor lanzó su campaña "Gotov je" (¡Está acabado!) que centralizó el descontento con Milósevic y acabó con su derrota electoral. Algunos estudiantes que lideraron Otpor usaron traducciones serbias de los textos de Gene Sharp sobre la no violencia como la base teórica para sus campañas.
Otpor se convirtió en uno de los símbolos de la lucha contra Milošević y su expulsión del poder. Dirigiendo sus actividades para convencer a los jóvenes indecisos y otros votantes desilusionados, Otpor contribuyó al cambio político en las elecciones presidenciales del 24 de septiembre de 2000.
Asimismo consiguió cambiar el voto de su electorado tradicional. Parte de la maquinaria propagandística de Milósevic trataba a la oposición de espías y traidores, pero cuando intentó desarrollar esta táctica contra los jóvenes activistas de Otpor, resultó contraproducente y todas las represiones y encarcelamientos durante el verano de 2000 únicamente cimentaron la decisión de votar contra el régimen en las mentes de muchos de los votantes.

## Otpor después de Milošević
En los meses siguientes a la revolución Bulldozer los miembros de Otpor fueron aclamados en Serbia y en la comunidad internacional. 
La cadena televisiva MTV les concedió el premio “Free Your Mind” del año 2000. 
Tras esto, el movimiento prometió vigilar la corrupción y se sucedieron varias campañas ('Samo vas gledamo', 'Bez anestezije', etc.), pero con un nivel de relevancia mucho menor en el transformado escenario político serbio. 
Varios de sus activistas más prominentes abandonaron el movimiento para unirse a diversos partidos o para actuar como diplomáticos. Por ejemplo, Srdja Popovic, un hombre que jocosamente se refería a sí mismo como el “comisario político” de Otpor fue nombrado encargado de medioambiente en el gobierno de Zoran Djindjic.
Más tarde, comenzó a surgir información sobre sustanciales ayudas logísticas y monetarias recibidas por Otpor durante la revolución. Sus activistas realizaron varios viajes a Budapest y St. Andreja cerca de Hungría durante el año 2000 para recibir entrenamiento del coronel de la armada de EE. UU Robert Helvey, un colega de Sharp, y Daniel Serwer, director del programa para los Balcanes y el Instituto de EE. UU para la Paz.
En noviembre de 2000 el periodista de The New York Times Magazine, Roger Cohen habló con varios oficiales sobre la ayuda económica provista por EE. UU a Otpor. Paul B. McCarthy de Washington D. C. dijo que Otpor recibió gran parte de los 3 millones de dólares enviados a Serbia en apoyo a la democracia desde 1998 a 2000. 
Donald L. Pressley, administrador asistente de USAID, dijo que varios cientos de miles de dólares fueron entregados a Otpor directamente para financiar material como camisetas y carteles.
Todo esto minó la visión del pueblo serbio de Otpor como movimiento cívico espontáneo.
La mayor razón que justifica la falta de éxito de Otpor después de Milosevic fue su incapacidad para formular un programa político coherente. Mucha gente tuvo problemas en comprender qué buscaba el movimiento ahora que Milósevic se había marchado.
A finales de 2003, ante las elecciones parlamentarias, Otpor se transformó en partido político denominándose "Otpor!: Libertad, Solidaridad y Justicia", siendo liderado por Čedomir Čupić en cuya campaña obtuvo únicamente 62.116 votos, un 1,6% de los votos totales, lo que le impidió acceder al parlamento, donde se requería un mínimo del 5%. 
Finalmente se unió al partido demócrata de Boris Tadić en septiembre de 2004.

## Financiación de Otpor
Otpor está financiado por una red de organizaciones occidentales. La financiación es una parte oficial de los informes de estas organizaciones occidentales.  Estos incluyen, entre otras cosas:
Fondo Nacional para la Democracia (NED): El NED se estableció en 1983, tiene su sede en Washington y se financia principalmente a través del Departamento de Estado de EE. UU.  En el año fiscal 2006, se planificaron 80 millones de dólares del presupuesto nacional solo para NED.  La NED opera internacionalmente a través de los institutos del partido NDI e IRI, a través de las sucursales de la asociación sindical AFL/CIO que operan en el extranjero y las sucursales de la asociación empresarial “American Center for International Labor Society (ACILS) y el “Center for International Private Enterprise ” (CIPE) .[1]
Instituto Nacional Democrático (NDI): El NDI ha sido la base del partido del Partido Demócrata con sede en Washington desde 1984.  La presidenta es la ex secretaria de Estado de EE. UU. Madeleine Albright.[2]
Instituto Republicano (IRI): la fundación del Partido Republicano, fundado en 1983, también con sede en Washington.  IRI ha apoyado a Otpor desde junio de 1997.[3]
Freedom House: Freedom House es una ONG estadounidense fundada en 1941 y, al igual que el CPD, actualmente está dirigida por el exdirector de la CIA, James Woolsey.  Tiene su sede en Washington, pero tiene oficinas de campo en todo el mundo.[4]
Open Society Institute International Renaissance Foundation: Las organizaciones del multimillonario George Soros se encuentran entre las fuentes de dinero más importantes para los movimientos de oposición.  Soros asigna a sus instituciones la tarea de "apoyar a la sociedad civil y todos los enfoques democráticos en las antiguas repúblicas soviéticas".[5]
Comité sobre el Peligro Presente (CPD): En el verano de 2004, el "Comité contra el Peligro Presente" fue fundado por tercera vez en los EE. UU..  La renovada iniciativa para establecer el CPD provino de la "Fundación para la Defensa de las Democracias", una de las instituciones estadounidenses para financiar, preparar y dirigir operaciones golpistas en la antigua esfera de influencia soviética y en otras regiones del mundo.  El CPD está presidido por el exdirector de la CIA, James Woolsey.  Para hacer más efectivas estas acciones, CPD estableció un departamento de CPD Internacional.  El expresidente checo Vaclav Havel, el ex primer ministro español José María Aznar y el ex secretario de Estado estadounidense George Shultz se convirtieron en copresidentes de CPD-International.[6]

## Legado
Además de contribuir enormemente a la expulsión de Milošević, Otpor será recordado por impulsar otros movimientos juveniles en Europa del Este. Lo que ha hecho que muchos observadores lo etiqueten como “exportadores de revoluciones”.
Los miembros de Otpor inspiraron y asistieron a muchas otras organizaciones juveniles del Este de Europa y otros lugares, incluyendo Kmara en la República de Georgia (parcialmente responsable de la caída de Eduard Shevardnadze), Pora en Ucrania (parte de la Revolución Naranja), Zubr en Bielorrusia (oponiéndose al presidente Alexander Lukashenko), MJAFT! en Albania, Oborona en Rusia (oponiéndose al presidente Vladímir Putin), KelKel en Kirguizistán (activa en la revolución que echó al presidente Askar Akayev), Bolga en Uzbekistán (oponiéndose a Islom Karimov), Pulse of Freedom en el Líbano y Gong en Croacia.
Fuera de Europa, también se han originado movimientos como el Movimiento estudiantil venezolano, o JAVU, en Venezuela, en contra de la llamada 'Revolución Bolivariana'.